# AB-AD paradigma
Az AB-AD paradigma egy a kognitív pszichológiában használt kísérleti eljárás, először John A. McGeoch alkalmazta.

## A vizsgálat menete
Az eljárás során a kísérleti személyeknek két, szópárokból álló listát mutatnak be, amelyekre később emlékezniük kell. A párok első tagja ugyanaz mindkét listában, a másodikat kicserélik. Az eljárás azt a hétköznapjainkban is gyakran előforduló helyzetet modellezi, amikor ugyanahhoz a tárgyhoz vagy eseményhez különböző asszociációkat kell társítanunk (pl. hova parkolunk az autóval: itt az „autó helye” fogalomhoz minden parkolásnál új képzetet társítunk). A paradigma neve arra utal, hogy ha azt vesszük alaphelyzetnek, hogy négy egymás utáni szólistát kell nézni, akkor ezeket elnevezhetnénk A, B, C, D listáknak, de mivel a C lista ugyanaz, mint az A lista, ezért lett „AB-AD” paradigma.

## Használata, története

### Retroaktív interferencia
A paradigmát az emlékezet kutatásában használják. McGeoch a retroaktív interferenciát szerette volna laboratóriumi körülmények között modellezni. A felejtés mechanizmusát magyarázta ezzel a jelenséggel, ami azt takarja, hogy azért nehéz előhívnunk egyes emlékeket, mert a sok hasonló epizód interferál egymással. Azért nehéz megmondani, hogy hova parkoltunk egy héttel ezelőtt, mert bezavarnak azok a hasonló emlékek, amelyek azóta keletkeztek, azaz hogy hol parkoltunk tegnap, tegnapelőtt stb. Az interferencia mögött tehát az egy adott hívóingerhez (autó helye) kapcsolódó célemlékek zavara áll.
McGeoch kísérletében többször bemutatta a két listát, előbb az AB-t, majd az AD-t, majd arra kérte az embereket, hogy a felmutatott A listához tartozó szóhoz társítsák a B listában lévő párjukat. A kísérleti személyek hajlamosak voltak a D listában lévő szavakat is felidézni. Minél hasonlóbbak voltak a B és D szavak (akár jelentésben, akár hangzásban), annál gyakrabban fordultak elő ezek az ún. betolakodó hibák. Ha az AD listát többször mutatták be, az is növelte számukat.
Ezek szerint a retroaktív interferenciához hozzájárul a kialakult hívóinger-célemlék kapcsolat frissessége és a használatának gyakorisága is. A gyakrabban használt, könnyebben hozzáférhető kapcsolatok megerősödnek és kiszorítják a régebbi, ritkábban használtakat, ezzel felejtést okoznak. McGeoch (1942, idézi: Racsmány [2005]) ezt nevezte el kiszorulási hipotézisnek.

### X-faktor
Melton és Irwin 1940-es kísérletében (idézi: Racsmány [2005]) szintén egy AB-AD tanulási paradigmát használtak, amikor megismételték McGeoch vizsgálatát. A kísérleti személyeket több csoportra osztották: az egyes csoportoknak 5, 10, 20, 40 alkalommal kellett megtanulniuk az AD listát, míg volt egy kontrollcsoport, amelynek nem mutatták be ezt a listát. Ezután mindannyiuknak fel kellett idézniük az AB listát az A listás szavak mint hívóingerek bemutatása után. Az eredmény szerint minél többször kellett megtanulniuk az AD listát, annál több betolakodó hiba volt, tehát igazolták McGeoch hipotézisét.
Azonban azt is észrevették, hogy a 10 bemutatás fölötti csoportokban nem nőtt ezeknek a hibáknak a száma, sőt egy idő után némileg csökkent is. Ez már nem magyarázható pusztán csak a retroaktív interferencia jelenségével. Meltonék ezt a rejtélyes tényezőt, ami befolyásolja emlékezeti előhívásunkat, X-faktornak nevezték el. Hogy mi is ez valójában, arra több teória is létezik manapság.

### Egyéb kutatások
Az AB-AD paradigma nagy előnye, hogy flexibilisen változtathatóak egyes elemei, hogy az adott kísérlet céljainak megfelelő legyen, (pl. szavak helyett más jellegű ingerek, AB-CB elrendezés, stb.) ezért különböző változatait máig is gyakran használják az emlékezeti kutatásokban, főleg a retroaktív interferencia összefüggéseit kutatva más változókkal. A munkamemória kutatásai során például egy AB-AD-AB változatot használt Rosen & Engle (1998), és kimutatták, hogy a munkamemória kapacitása összefügg a retroaktív interferenciával szembeni ellenállás képességével.